# 257 v. Chr.
Portal Geschichte | Portal Biografien | Aktuelle Ereignisse | Jahreskalender | Tagesartikel

◄ |
4. Jahrhundert v. Chr. |
3. Jahrhundert v. Chr. |
2. Jahrhundert v. Chr. |
►

◄ | 270er v. Chr. | 260er v. Chr. | 250er v. Chr. | 240er v. Chr. |
230er v. Chr. |
►

◄◄ | ◄ | 260 v. Chr. | 259 v. Chr. | 258 v. Chr. | 257 v. Chr. |
256 v. Chr. |
255 v. Chr. |
254 v. Chr. |
► |
►►
Staatsoberhäupter

## Ereignisse

### Politik und Weltgeschehen
- Erster Punischer Krieg: Seesieg der Römer unter Marcus Atilius Regulus über Karthago in der Schlacht von Tyndaris (Nordwest-Sizilien).
- C. Atilius unternimmt Überfälle auf die Liparischen Inseln und Malta.

### Natur und Umwelt
- 3. April: Sonnenfinsternis im südlichen Gallien und der Toskana.

## Geboren
- Aristophanes von Byzanz, griechischer Gelehrter († 180 v. Chr.)